# Tillandsia minasgeraisensis
Tillandsia minasgeraisensis är en gräsväxtart som beskrevs av Renate Ehlers och Walter Till. Tillandsia minasgeraisensis ingår i släktet Tillandsia och familjen Bromeliaceae. Inga underarter finns listade i Catalogue of Life.